# Madsjön (Öxabäcks socken, Västergötland)
Madsjön är en sjö i Marks kommun i Västergötland och ingår i Viskans huvudavrinningsområde.